# Юліан Медвецький
Юліан Медвецький, або Медведський (пол. Julian Niedźwiedzki; 18 жовтня 1845, Перемишль — 7 січня 1918, Львів) — український та польський вчений та педагог. Ректор Політехнічної школи (тепер — Національного університету «Львівська політехніка») 1879-1880,1884-1885,1887-1888 навчальних років.

## Біографія
Правдоподібно, син урядника магістрату Григорія Медвецького та Софії зі Ступницьких.
Після закінчення Перемишльської гімназії в 1864 р. Юліан Медвецький вступив до Віденського університету спочатку на богословський, а згодом на природничий факультет, який закінчив у 1873 році. Там він став учнем, а пізніше і другом визначного австрійського геолога Едуарда Зюсса і мінералога Густава Чермака, які й визначили його подальшу професійну діяльність.
З 1870 по 1873 pp. Юліан Медвецький працював співробітником Австрійського державного геологічного управління в Відні, брав участь у багатьох геологічних експедиціях.
У 1873 р. його запросили на посаду професора кафедри мінералогії і геології, створеної 1872 р. в Технічній академії (пізніше Політехнічна школа) у Львові, де він пропрацював до кінця життя. 29 серпня 1873 став звичайним професором цісарсько-королівської Технічної академії. Навчальний процес у Технічній академії він розпочав з викладання мінералогії, яка була головним предметом на хіміко-технічному факультеті, та створення геолого-мінералогічного музею. Згодом він викладав курс петрографії і геології на хімічному, інженерному, будівельному, сільськогосподарському і лісотехнічному факультетах. З 1882 року Юліан Медвецький працював приват-доцентом Львівського університету, а згодом був обраний на посаду професора кафедри мінералогії. Створений ним музей за рівнем систематики і кількості зразків став одним з найкращих у Європі.
Протягом 1879—1888 років Юліана Медвецького тричі обирали ректором Львівської політехніки і чотири рази (від 1877 до 1901 р.) деканом хіміко-технологічного факультету. Тут він написав два фундаментальні підручники — з петрографії, який витримав три видання (1898, 1906, 1909), і мінералогії (1906) та понад п'ятдесят наукових праць з різних галузей мінералогії, кристалографії, петрографії і геології.
Помер 7 січня 1918 р. і похований на Личаківському цвинтарі у Львові. Згодом могила була зруйнована. У 1993 році її було відновлено, а у 2005 було встановлено пам'ятник.

## Визнання
Внесок Юліана Медвецького в геологічну науку отримав міжнародне визнання. В 1887 р. його обрали членом-кореспондентом, а 1893 р. — дійсним членом Польської академії наук у Кракові. Він також був членом декількох відомих наукових товариств, у тім числі Українського Наукового Товариства імені Шевченка у Львові, Польського товариства природників імені Коперника у Львові, Всеросійського мінералогічного товариства в Петербурзі. Австрійський уряд нагородив його орденом Залізної корони третього ступеня, а румунський — орденом Командора.

## Наукова праця
Організував геологічну лабораторію для наукових досліджень і навчальних цілей та за 35 років зібрав колекцію з кількох десятків тисяч зразків мінералів, яка наповнила геолого-мінералогічний музей, що за рівнем систематизації та кількістю зразків був одним із найкращих в Європі.
Був одним із засновників і протягом 14 років головою Польського товариства природознавців ім. М. Коперника. Також був дійсним членом Краківської Академії наук, членом-кореспондентом Віденського геологічного закладу.
Активно займався громадською діяльністю як член товариства «Просвіта» та Наукового товариства ім. Шевченка. Підтримував товариство українських студентів Політехніки «Основа». В 1909 р. подарував книги бібліотеці товариства. Як дійсний член НТШ, тісно співпрацював з організацією, а наприкінці життя подарував бібліотеці 2000 томів книг. Член Українського технічного товариства.

## Праці
1. Niedzwiedzki J. Spostrzeżenia geologiczne w okolicy Przemyśla // Kosmos. 1876.- t. 1. — Z. 6., S. 263—268; Z. 7., S. 318—325.
2. Niedzwiedzki J. Beitrage zur Geologie der Karpathen // Jahrb. Der k. k. geol. Reichsanst. 1876. Bd. 26, III Heft. S. 331.
3. Niedzwiedzki J. Minerały z Kałusza // Kosmos, 1877. — t. 2. — S.
4. Niedzwiedzki J. Stosunki geologiczne formacyi solonośnéj Wieliczki i Bochni [Архівовано 16 грудня 2014 у Wayback Machine.] // Kosmos. 1883. Z. 8, 9, 11.
5. Niedzwiedzki J. O skamielinach [Архівовано 16 грудня 2014 у Wayback Machine.] // Kosmos. 1884. Z. 9.
6. Niedzwiedzki J. Beitrage zur Kenntniss der Salzformation von Wieliczka und Bochnia sowie der an diese angrezenden Gebigsglieder. Lemberg, 1884.
7. Niedzwiedzki J. W sprawie poszukiwań wody dla Lwowa // Kosmos. 1885. Z. 10. S. 83-84.
8. Niedzwiedzki J. Petrografia. Lemberg (1889, 1906, 1909)
9. Niedzwiedzki J. О formacji solney koło Kałusza // Kosmos. 1891. Z. 16. S. 135—147.
10. Niedzwiedzki J. Miocen koło Rzeszowa // Kosmos. 1891. Z. 16. S. 403—405.
11. Niedzwiedzki J. Przyczynek do geologii okolicy Krakowa // Kosmos. 1900. Z. 25. S. 393—398.
12. Niedzwiedzki J. Przyczynek do geologii pobrzeża Karpat przemyskich // Kosmos. 1901. Z. 26. S. 538—555.
13. Niedzwiedzki J. O występowaniu piętra barrem na obszarze wsi Sopotnik // Kosmos. 1903. Z. 28. S. 564.
14. Niedzwiedzki J. Mineralogia ogólna. Lemberg, 1906
15. Niedzwiedzki J. O bursztynach z Karpat galicyjskich // Kosmos, 1909. t. 34.
16. Niedzwiedzki J. Nowe odsłonięcia złoża soli potasowych w Kałuszu // Kosmos. 1910. Z. 35. S. 135—137.
17. Niedzwiedzki J. О wieku warstw występujacych na zachodniej stronie Przemyśla // Kosmos. 1910. Z. 35. S. 787—791.

## Нагороди
- Звання Почесного професора (1908)[8] та Почесного доктора (1912)[9] Львівської політехніки;
- Золота медаль Віденської міжнародної виставки;
- Орден Залізної Корони ІІІ ступеня;
- Командорський хрест ордена Франца Йосифа (1908)[10]